# Distretto di Chegutu
Il distretto di Chegutu è uno dei 7 distretti che compongono la Provincia del Mashonaland Occidentale, in Zimbabwe. Ha una popolazione di 245171 abitanti e una superficie di 5370 Km². Il suo capoluogo è Chegutu.

## Demografia
| Censimento (Anno) | Popolazione     |
| ----------------- | --------------- |
| 2002              | 180.760         |
| 2012              | 204.245 (+1,3%) |
| 2022              | 245.171 (+2,2%) |